# Mahavira (matemático)
Mahavira ou Mahāvīra (ou Mahaviracharya, “Mahavira, o Professor") foi um matemático Jain do século IX d.C., de Bihar, na Índia. Foi o autor de Gaṇitasārasan̄graha (ou Ganita Sara Samgraha, c. 850), o qual revisou o Brāhmasphuṭasiddhānta. Foi patrocinado pelo rei Amoghavarsha, da dinastia Rashtrakuta. Separou astrologia da matemática, sendo o primeiro autor indiano a produzir texto inteiramente dedicado à matemática. Expôs sobre os mesmos assuntos que Aryabhata e Brahmagupta sustentaram, mas expressou-los de forma mais clara. Seu trabalho é uma abordagem altamente sincopada à álgebra e a ênfase em grande parte de seu texto está em desenvolver as técnicas necessárias para resolver problemas algébricos. É altamente respeitado entre os matemáticos indianos, por causa de seu estabelecimento de terminologia para conceitos como triângulo equilátero e isósceles; losango; círculo e semicírculo.